# Dacrycarpus steupii
Dacrycarpus steupii là một loài thực vật hạt trần trong họ Thông tre. Loài này được (Wasscher) de Laub. miêu tả khoa học đầu tiên năm 1969.